# Liste des monuments historiques de Confolens
Ce tableau présente la liste de tous les monuments historiques classés ou inscrits dans la ville de Confolens, Charente, en France.

## Liste
| Monument                                   | Adresse                       | Coordonnées                      | Notice         | Protection | Date | Illustration                              |
| ------------------------------------------ | ----------------------------- | -------------------------------- | -------------- | ---------- | ---- | ----------------------------------------- |
| Ateliers municipaux de Confolens           | 41 avenue Gambetta            | 46° 01′ 26″ nord, 0° 40′ 12″ est | « PA16000023 » | Inscrit    | 2002 | Ateliers municipaux de Confolens          |
| Chapelle de la Commanderie                 | 2 rue de la Commanderie       | 46° 00′ 37″ nord, 0° 40′ 32″ est | « PA00104326 » | Inscrit    | 1969 | Chapelle de la Commanderie                |
| Église Saint-Barthélémy de Confolens       |                               | 46° 01′ 07″ nord, 0° 40′ 08″ est | « PA00104327 » | Classé     | 1907 | Église Saint-Barthélémy de Confolens      |
| Église Saint-Maxime de Confolens           | Rue de la Fontaine-de-Pommeau | 46° 00′ 51″ nord, 0° 40′ 23″ est | « PA00104328 » | Inscrit    | 1973 | Église Saint-Maxime de Confolens          |
| Hôtel Dassier des Brosses (hôtel de ville) | 1 place de la Mairie          | 46° 00′ 54″ nord, 0° 40′ 21″ est | « PA00104329 » | Inscrit    | 1973 | Hôtel Dassier des Brosses(hôtel de ville) |
| Ancienne sous-préfecture                   | 7 place de la Fontorse        | 46° 00′ 51″ nord, 0° 40′ 06″ est | « PA00104330 » | Inscrit    | 1973 | Ancienne sous-préfecture                  |
| Maison du duc d'Épernon                    | 12 rue du Soleil              | 46° 00′ 54″ nord, 0° 40′ 27″ est | « PA00104336 » | Classé     | 1974 | Maison du duc d'Épernon                   |
| Maison à pans de bois                      | 24, 26 rue des Buttes         | 46° 00′ 48″ nord, 0° 40′ 28″ est | « PA00104331 » | Inscrit    | 1973 | Maison à pans de bois                     |
| Maison à pans de bois                      | 12 rue de la Fontaine-Guimard | 46° 00′ 54″ nord, 0° 40′ 08″ est | « PA00104332 » | Inscrit    | 1973 | Maison à pans de bois                     |
| Maison à pans de bois                      | 4 rue des Portes-d'Ansac      | 46° 00′ 53″ nord, 0° 40′ 08″ est | « PA00104333 » | Inscrit    | 1974 | Maison à pans de bois                     |
| Maison à pans de bois                      | 6 rue des Portes-d'Ansac      | 46° 00′ 52″ nord, 0° 40′ 08″ est | « PA00104334 » | Inscrit    | 1974 | Maison à pans de bois                     |
| Maison à pans de bois                      | 9 rue des Portes-d'Ansac      | 46° 00′ 52″ nord, 0° 40′ 08″ est | « PA00104335 » | Inscrit    | 1973 | Maison à pans de bois                     |
| Manoir des Comtes                          | 16 rue du Soleil              | 46° 00′ 54″ nord, 0° 40′ 29″ est | « PA00104337 » | Inscrit    | 1973 | Manoir des Comtes                         |
| Pont sur le Goire                          | Rue du Soleil                 | 46° 00′ 55″ nord, 0° 40′ 29″ est | « PA00104338 » | Inscrit    | 1973 | Pont sur le Goire                         |
| Porte de ville                             |                               | 46° 00′ 52″ nord, 0° 40′ 27″ est | « PA00104339 » | Inscrit    | 1973 | Porte de ville                            |
| Vieux Pont                                 |                               | 46° 00′ 53″ nord, 0° 40′ 16″ est | « PA00104340 » | Classé     | 1908 | Vieux Pont                                |